# Marianne Denicourt
Pour les articles homonymes, voir Cuau.
Marianne Denicourt est une actrice, réalisatrice et scénariste française, née le 14 mai 1966 à Paris.

## Biographie

### Famille
De son vrai nom Marianne Cuau, Marianne Denicourt est la fille de Bernard Cuau, professeur de lettres sur le campus de Jussieu, documentariste et membre du comité de rédaction de la revue Les Temps modernes, et de Denise Zigante, comédienne.
Sa sœur Emmanuelle est réalisatrice.

### Carrière
Elle fait sa première apparition à l'écran en figurante dans L'Argent de Robert Bresson, en 1983. Elle suit des cours d'art dramatique avant d'intégrer l'école des Amandiers de Nanterre, où elle a pour professeurs Patrice Chéreau et Pierre Romans. En 1987, elle est « l'amoureuse » dans le marivaudage que Jacques Doillon tourne avec les élèves des Amandiers.
Entre-temps, elle fait ses classes dans le cinéma d'auteur : La Belle Noiseuse de Jacques Rivette (cinéaste qui la fait chanter et danser en 1995 dans Haut bas fragile), dans La Vie des morts, le moyen métrage qui, en 1990, révèle Arnaud Desplechin avec lequel elle va tourner ses deux premiers longs métrages, La Sentinelle et Comment je me suis disputé… (ma vie sexuelle), et avec qui elle aura plus tard une liaison.
Au milieu des années 1990, Marianne Denicourt joue dans de nombreux films : une assistante d'un psychanalyste dans Passage à l'acte de Francis Girod, une maîtresse du marquis dans le Sade de Benoît Jacquot (2000). Dans deux films, elle donne la réplique à Daniel Auteuil qui deviendra son compagnon. Elle joue également dans plusieurs comédies, À mort la mort ! de Romain Goupil, Quelqu'un de bien de Patrick Timsit, Une pour toutes de Claude Lelouch et Monique : toujours contente (2001) de Valérie Guignabodet. En 2005, elle tourne Le Domaine perdu sous la direction de Raoul Ruiz.
Depuis 2010, elle a tourné avec une nouvelle génération de réalisateurs. En 2013, elle est à l'affiche de Hippocrate — film pour lequel elle est nommée pour le César de la meilleure actrice dans un second rôle — et, en 2016, de Médecin de campagne, tous deux réalisés par Thomas Lilti et portant sur l'univers de la médecine. Entre-temps, elle interprète le rôle de Martine Monteil, célèbre directrice de la brigade criminelle à l'époque de l'affaire Guy Georges, dans L'Affaire SK1 de Frédéric Tellier.
En 2015, elle fait partie du jury présidé par Roschdy Zem lors du 37e festival du cinéma méditerranéen de Montpellier.

### Engagement
Marianne Denicourt est marraine de l'association Afghanistan demain depuis 2005. Elle a réalisé pour celle-ci deux documentaires tournés à Kaboul : Une maison à Kaboul et Nassima, une vie confisquée qui reçoit le prix média pour l'enfance en 2009.

### Polémique avec Arnaud Desplechin
Alertée par Juliette Binoche et estimant que Rois et Reine d'Arnaud Desplechin – qui a été son compagnon au début des années 1990 – s'inspire largement de sa vie, Marianne Denicourt publie, en 2005, Mauvais génie, un livre coécrit avec la journaliste Judith Perrignon, dans lequel elle reproche à Desplechin d'avoir exploité des éléments douloureux de sa vie privée et de leur vie commune.
Elle le poursuit ensuite en justice, lui réclamant 200 000 euros de dommages-intérêts, mais elle est déboutée le 3 avril 2006 par le tribunal de grande instance de Paris. Celui-ci estime que l'œuvre de Desplechin, même si elle s'inspire largement de la personnalité et de l'histoire de Marianne Denicourt, voire de ses proches, constitue une œuvre de fiction non réductible à ces faits réels et qu'il n'y a pas « atteinte à la vie privée ». Elle n'est en revanche pas condamnée en retour par le même tribunal, qui considère qu'elle a pu souffrir « de voir ces événements douloureux de sa vie privée utilisés par son ancien compagnon ».
En août 2024, elle revient sur cette histoire dans un entretien accordé au magazine Elle : « Arnaud Desplechin m'a rendue responsable de la mort de deux êtres [le père de son fils et son propre père] qui ont tant compté pour moi. [...] Il s'attaquait à la mémoire de gens qui n'étaient plus là. Ça n'avait rien à voir avec un auteur qui utilise la vie de proches. Ici, il se servait de l'art pour me détruire psychiquement. »

## Filmographie

### Actrice

#### Cinéma
- 1976 : La Saisie (documentaire) de Bernard Cuau : apparition dans son propre rôle
- 1986 : Hôtel de France de Patrice Chéreau : Catherine
- 1987 : L'Amoureuse de Jacques Doillon : Marie
- 1988 : La Lectrice de Michel Deville : Bella
- 1989 : Aventure de Catherine C. de Pierre Beuchot : Flore
- 1989 : Comme d'habitude (court métrage) de Bruno Herbulot
- 1989 : Vanille Fraise de Gérard Oury : Gloria
- 1990 : La Belle Noiseuse de Jacques Rivette : Julienne
- 1990 : Déminage (court métrage) de Pierre-Oscar Lévy : Jeanne
- 1991 : La Vie des morts (moyen métrage) d'Arnaud Desplechin : Pascale MacGillis
- 1992 : La Sentinelle d'Arnaud Desplechin : Marie Barillet
- 1992 : Siblings, ce qu'on ne peut traduire (court-métrage) de Bénédicte Brunet : elle-meme
- 1992 : L'Échange (court-métrage) de Vincent Pérez :
- 1993 : L'Instinct de l'ange de Richard Dembo : Léa
- 1994 : Mère séropositive (court-métrage collection « 3000 scénarios contre un virus ») de Benoît Jacquot
- 1994 : Bête de scène (court métrage) de Bernard Nissille : une fille
- 1995 : 1, 2, 3 lumières ! (court métrage) de Philippe Lioret
- 1995 : Les Péchés mortels de Patrick Dewolf : Maud, la femme de Jeremy
- 1995 : Haut bas fragile de Jacques Rivette : Louise
- 1996 : Le Bel Été 1914 de Christian de Chalonge : Blanche Pailleron
- 1996 : Comment je me suis disputé… (ma vie sexuelle) d'Arnaud Desplechin : Sylvia
- 1996 : Le Masseur (court métrage) de Vincent Ravalec
- 1996 : Passage à l'acte de Francis Girod : Nathalie
- 1996 : Le Jour et la Nuit de Bernard-Henri Lévy : Ariane
- 1998 : Holderlin, le cavalier de feu (Feuerreiter) Nina Grosse : Susette Gontard
- 1998 : À mort la mort ! de Romain Goupil : Hermeline
- 1998 : The Lost Son de Chris Menges : Nathalie
- 1998 : Le Plus Beau Pays du monde de Marcel Bluwal : Lucie
- 1999 : L'Homme de ma vie de Stéphane Kurc : Céline
- 1999 : Une pour toutes de Claude Lelouch : Irina
- 2000 : Me Without You de Sandra Goldbacher : Isabel
- 2000 : Sade de Benoît Jacquot : Sensible
- 2001 : Heidi de Markus Imboden : Dete Caduff
- 2001 : La Merveilleuse Odyssée de l'idiot toboggan de Vincent Ravalec
- 2001 : Monique : toujours contente de Valérie Guignabodet : Claire
- 2002 : Quelqu'un de bien de Patrick Timsit : Marie
- 2004 : L'Américain de Patrick Timsit : Murielle
- 2004 : Le Domaine perdu de Raoul Ruiz : Ivonne
- 2009 : La Sainte Victoire de François Favrat : Françoise Gleize
- 2011 : Une folle envie de Bernard Jeanjean : Lili Magellan
- 2013 : Notre monde de Thomas Lacoste : elle-meme
- 2013 : La Crème de la crème de Kim Chapiron : la mère de Louis
- 2013 : Hippocrate de Thomas Lilti : Denormandy
- 2014 : L'Affaire SK1 de Frédéric Tellier : la cheffe de la Crim Martine Monteil
- 2015 : Le Matador (court métrage) de Louis-Paul Desanges : la femme
- 2016 : Médecin de campagne de Thomas Lilti : Nathalie Delezia
- 2017 : Chacun sa vie de Claude Lelouch : Marianne de Vidas
- 2019 : Les Plus Belles Années d'une vie de Claude Lelouch : la responsable de la maison de retraite
- 2019 : La Vertu des impondérables de Claude Lelouch : Marianne Alice
- 2023 : Cléo, Melvil et Moi d'Arnaud Viard : Marianne
- 2023 : Cocorico de Julien Hervé : Catherine Bouvier Sauvage
- 2024 : Finalement de Claude Lelouch : Marianne

#### Télévision

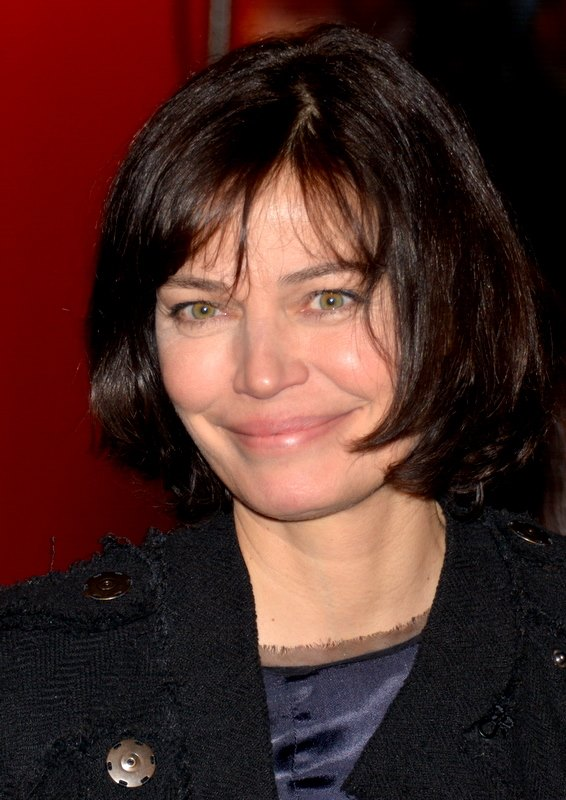
Marianne Denicourt à la cérémonie des César 2015.

- 1988 : Cinéma 16 (série télévisée), épisode Le Bal d'Irène de Jean-Louis Comolli
- 1991 : Pierre qui roule (téléfilm) de Marion Vernoux : Marie
- 1992 : Le Gang des tractions (mini série télévisée) de Josée Dayan : Olga
- 1992 : Navarro (série télévisée), saison 4, épisode 1 Le Collectionneur de Patrick Jamain : Christine
- 1993 : Julie Lescaut (série télévisée), saison 2, épisode 1 Police des viols de Caroline Huppert : Isabelle Jumeau
- 1994 : Pas si grand que ça ! (téléfilm) de Bruno Herbulot : Camille
- 1994 : Il faut qu'une porte soit ouverte ou fermée (adaptation théâtrale filmée) de Benoît Jacquot : la marquise
- 1994 : Doomsday Gun (téléfilm) de Robert Young : Monique
- 1994 : Ferbac (série télévisée), épisode Ferbac et le festin de miséricorde de Christian Faure : Josy
- 1999 : Balzac (téléfilm) de Josée Dayan : Adèle Hugo
- 2006 : Djihad (téléfilm) de Félix Olivier : Delphine
- 2009 : Reporters (série télévisée), saison 2 : Marie Clément
- 2009 : Folie douce (téléfilm) de Josée Dayan : Françoise
- 2012 : Bankable (téléfilm) de Mona Achache : Sophie Brun
- 2013 : Nicolas Le Floch (série télévisée); épisode Le Crime de l'hôtel Saint-Florentin de Philippe Bérenger : la belle Aglaé
- 2018 : Capitaine Marleau (série télévisée) de Josée Dayan, épisode Le Jeune homme et la mort : Sabrina Eckert
- 2018 : Guyane (série télévisée), saison 2 : Viviane Muller
- 2020 : Ils étaient dix (mini-série) de Pascal Laugier : Eve Lombardi

### Réalisatrice
- 2007 : Une maison à Kaboul, documentaire
- 2008 : Nassima, une vie confisquée, documentaire — Prix média de la Fondation pour l'enfance[9].

### Scénariste
- 1995 : Haut bas fragile

## Théâtre
- 1987 : Platonov d'Anton Tchekhov, mise en scène Patrice Chéreau, Festival d'Avignon, Théâtre Nanterre-Amandiers — Sacha
- 1987 : Penthesilée d'Heinrich von Kleist, mise en scène Pierre Romans, Festival d'Avignon
- 1988 : Le Conte d'hiver de William Shakespeare, mise en scène Luc Bondy, Théâtre Nanterre-Amandiers, Festival d'Avignon, TNP Villeurbanne
- 1988 : Hamlet de William Shakespeare, mise en scène Patrice Chéreau, Festival d'Avignon, TNP Villeurbanne, Le Cargo — Ophélie
- 1989 : Hamlet de William Shakespeare, mise en scène Patrice Chéreau, Théâtre Nanterre-Amandiers, tournée mondiale
- 1995 : Anatole d'Arthur Schnitzler, mise en scène Louis-Do de Lencquesaing, Théâtre de Nice
- 1998 : Skylight de David Hare mise en scène Bernard Murat, Théâtre de la Gaîté-Montparnasse.
- 1999 : La Chambre bleue d'Arthur Schnitzler, mise en scène Bernard Murat, Théâtre Antoine
- 2004 : Une pièce espagnole de Yasmina Reza, mise en scène Luc Bondy, Théâtre de la Madeleine tournée
- 2006 : La Musica de Marguerite Duras, mise en scène Nicole Aubry, Théâtre de l'Atelier
- 2007 : Jeanne d'Arc au bûcher d'Arthur Honegger, Opéra de Bâle
- 2009 : La Ville de Martin Crimp, mise en scène Marc Paquien, Théâtre des Célestins, Théâtre des Abbesses, Théâtre national de Bordeaux en Aquitaine, Théâtre du Nord
- 2011 : Vitez par la voix, Le 104
- 2013 : Camus l'humaniste, mise en espace Gauthier Morax, Israël, territoires Palestiniens, Algérie, Maison de la poésie
- 2016 : Old Times de Harold Pinter, mise en scène Benoît Giros, Théâtre de l'Atelier

## Distinctions

### Récompense
- 2009 : Grand prix de fondation pour l’enfance pour Nassima une vie confisquée

### Nomination
- César 2015 : Meilleure actrice dans un second rôle pour Hippocrate

### Décoration
- 2017 :  Chevalière de l'ordre des Arts et des Lettres